# Пластовий тиск
Пластовий тиск (англ. reservoir (formation) pressure; нім. Schichtendruck m, Lagerstättendruck m) — тиск пластових флюїдів на вмісні породи, тобто тиск, під яким газ або рідина перебувають у вугільному пласті, продуктивному пласті на нафту(газ) або гірській породі.

## Загальний опис
Пластовий тиск — найважливіший параметр, що характеризує енергію нафтогазоносних і водоносних пластів. У формуванні пластового тиску беруть участь гідростатичний тиск, надлишковий тиск покладів нафти та газу (архімедова сила), тиск, що виникає внаслідок зміни об'єму резервуара (порового або тріщинного простору), а також за рахунок розширення (або стискування) флюїдів та зміни їх маси.
Розрізняють початковий (до розкриття підземного резервуара або не порушений техногенними процесами) і поточний (динамічний) пластовий тиск. Порівняно з умовним гідростатичним тиском (тиск стовпа прісної води висотою від денної поверхні до точки вимірювання) пластовий тиск розділяють на нормальний і аномальний. Перший знаходиться в прямій залежності від глибини залягання пласта, збільшується через кожні 10 м приблизно на 0,1 МПа. Пластовий тиск, що значно відрізняється від гідростатичного, називається аномальним пластовим тиском. Порівняння пластового тиску відносять до будь-якої однієї площини порівняння (рівень моря, початкове положення ВНК) — так званий зведений пластовий тиск.
При експлуатації свердловин у привибійній зоні утворюється область зниженого пластового тиску. У процесі розробки покладів вуглеводнів пластовий тиск знижується, що приводить до зменшення дебітів свердловин, зміни фіз.-хім. властивостей флюїдів, ускладнює їх видобуток, збільшує втрати цінних компонентів. Тому розробку і експлуатацію покладів ведуть з підтримуванням пластового тиску.
Вимірювання пластових тисків на багатьох родовищах дозволили встановити, що реальний пластовий тиск відрізняється від прогнозного тиску на величину від 0,8 до 1,2, яка називається коефіцієнтом аномальності. Різниця між дійсним і очікуваним пластовим тиском залежить від відстані між п'єзометричною поверхнею і гирлом свердловини, а також від різниці між прийнятою і дійсною густиною рідини.
Слід зазначити, що не завжди пластовий тиск визначається лише умовами припливу рідини в резервуар і відбору рідини з нього. Підвищення або зниження пластового тиску порівняно з гідростатичним може бути обумовлено рядом інших причин:
- силою тяжіння вище залеглих гірських порід (гірським тиском);
- тектонічними силами;
- температурою;
- хімічними процесами.

Тиск газу в газовому покладі (пластовий тиск) завжди менший гірського. Його визначають за тиском на вибої закритої свердловини. З огляду на те, що кути нахилу пластів незначні, для більшості газових родовищ можна вважати, що початковий пластовий тиск однаковий в усіх точках покладу. При значних поверхах газоносності покладу значення цього тиску можуть значно відрізнятися в різних свердловинах при однакових тисках на гирлі. На зводі їх значення будуть менші, ніж на крилах.
На практиці пластовий тиск рпл приймається рівним гідростатичному, тобто приблизно глибині свердловини L [м], помноженій на питому вагу води γв [кг·м/с2]. При цьому враховується можливе відхилення від даного значення за допомогою введення коефіцієнта невідповідності, що змінюється в межах 0,8–1,2.

## Різновиди
Нормальний пластовий тиск — пластовий тиск, який дорівнює гідростатичному тиску води густиною 1 г/см3 від покрівлі пласта до поверхні землі по вертикалі. Аномальні пластові тиски характеризуються будь-яким відхиленням від нормального.
Аномально високий пластовий тиск — величина пластового тиску, що перевищує гідростатичний (нормальний) пластовий тиск на 30 % і вище.
Аномально низький пластовий тиск — величина пластового тиску, що нижча від гідростатичного (нормального) пластового тиску на 10 % і нижче.
Пластовий тиск у зоні відбору — пластовий тиск в районі розташування видобувних свердловин, який визначається за картою ізобар як середній зважений пластовий тиск по площі, що обмежується лінією, яка проходить вздовж зовнішніх рядів видобувних свердловин на відстані від них, рівній відстані між свердловинами.
Пластовий тиск у зоні нагнітання — пластовий тиск у зоні розташування діючих нагнітальних свердловин, визначається як середнє арифметичне виміряних значин або по карті ізобар як середнє зважене на ділянках, які безпосередньо прилягають до нагнітальних свердловин.
Пластовий тиск динамічний — тиск у зоні відбору нафти (газу), який рівний тиску у свердловинах після тривалого їх простоювання. Визначається прямим вимірюванням у тривало простоюючій свердловині або за картою ізобар. Син. — поточний пластовий тиск.
Пластовий тиск зведений — виміряний пластовий тиск, перерахований для зручності порівняння до певної горизонтальної площини, наприклад, до рівня моря, поверхні водонафтового контакту (ВНК) тощо.
Пластовий тиск початковий — величина тиску в продуктивному пласті до початку його розробки.
Тиск в покладі середній пластовий — середня значина зведеного (або істинного) динамічного пластового тиску в початкових межах покладу на певну дату, підрахована за відповідною картою ізобар як середньозважена по площі або об'єму (у другому випадку використовується і карта ефективної нафтонасиченої товщі).
Пластовий тиск в газоконденсатних свердловинах з великим вмістом конденсату (більше 40‒50 см³/м³) необхідно визначати за допомогою свердловинних манометрів або розраховувати за наближеними формулами. Наприклад, якщо в барометричній формулі замінити відносну густину газу відносною густиною газоконденсатної суміші.

## Причини аномальності пластового тиску
Причини аномальності лежать в геологічних особливостях сполученості горизонтів, величинах гірського тиску. Аномально високі тиски мають замкнуті пласти без виходів на поверхню при високих поверхах газоносності і ущільнених породах.